# Sainte-Valière
Sainte-Valière är en kommun i departementet Aude i regionen Occitanien  i södra Frankrike. Kommunen ligger i kantonen Ginestas som ligger i arrondissementet Narbonne. År 2022 hade Sainte-Valière 524 invånare.

## Befolkningsutveckling
Antalet invånare i kommunen Sainte-Valière
Referens: INSEE